# Sailor's Lady
Sailor's Lady is een Amerikaanse filmkomedie uit 1940 onder regie van Allan Dwan.

## Verhaal
De matroos Danny Malone staat op het punt te trouwen met zijn vriendin Sally Gilroy. Zij wordt pleegmoeder van een kind, waarvan de beide ouders zijn omgekomen. Het kind wordt per abuis achtergelaten aan boord van een slagschip.

## Rolverdeling
| Acteur              | Personage        |
| ------------------- | ---------------- |
| Nancy Kelly         | Sally Gilroy     |
| Jon Hall            | Danny Malone     |
| Joan Davis          | Myrtle           |
| Dana Andrews        | Scrappy Wilson   |
| Mary Nash           | Juffrouw Purvis  |
| Buster Crabbe       | Rodney           |
| Kay Aldridge        | Georgine         |
| Harry Shannon       | Pastoor McGann   |
| Wally Vernon        | Goofer           |
| Bruce Hampton       | Skipper          |
| Charles D. Brown    | Kapitein Roscoe  |
| Selmer Jackson      | Functionaris     |
| Edgar Dearing       | Bevelhebber      |
| Edmund MacDonald    | Barnacle         |
| William B. Davidson | Rechter Hinsdale |